# Zvonimir Lovrić
Zvonimir Lovrić (* 16. März 1954 in Osijek, Jugoslawien) ist ein kroatischer Chirurg und Traumatologe, Vorsitzender der chirurgischen Abteilung im Krankenhauszentrum Dubrava in Zagreb und Professor an der Medizinischen Hochschule der Universität Zagreb.

## Leben
Lovrić besuchte das Gymnasium in Osijek und diplomierte 1979 an der Medizinischen Fakultät der Universität Zagreb. Im Jahr 1994 erwarb er den Doktortitel und 2004 spezialisierte er sich auf die Traumatologie. Er war Professor der Wehrmedizin an der Universität Osijek, Gastprofessor an den der UCLA School of Medicine und der Emory-Universität im Jahr 1997. Im Jahr 1996 wurde er Mitglied der New York Academy of Sciences.
Lovrić war Kriegschirurg in Osijek und Kriegschirurg der Sondereinheiten der kroatischen Polizei im Kroatienkrieg. Er war Lektor an der National Naval Medical Center in den Vereinigten Staaten. Lovrić verfasste mehr als dreißig wissenschaftliche Werke.
Lovrić erhielt vom Staatspräsidenten Franjo Tuđman den Orden des kroatischen Morgensterns mit dem Bild Katarina Zrinska.
Er ist verheiratet mit der Anästhesistin Ljiljana Lovrić, beide haben drei Kinder.

## Veröffentlichungen
- Traumatologija (Traumatologie), Školska knjiga, 2008.
- Ratna kirurgija u Osijeku 1991–92 (Kriegschirurgie in Osijek 1991–92)
- Zbrinjavanje politraumatiziranih – Stručni priručnik, Zagreb, 2018.
- Stare priče iz mog Osijeka, 2018.